# Final Crisis
Final Crisis est une série limitée de comics publiée en sept épisodes, à quoi s’ajoutent des évènements liées dans d'autres séries de comics édités par DC Comics. Final Crisis est écrit par Grant Morrison et dessiné par J. G. Jones et Marco Rudy. Cette série a eu de nombreuses répercussions dans l'Univers DC. La saga fut initialement publiée du mois de juillet 2008 au mois de mars 2009.

## Titres composant le crossover
- Final Crisis #1-7
- Batman #682-683[1], #701-702
- DC Universe #0
- DC Universe: Last Will and Testament[2]
- Final Crisis: Legion of 3 Worlds #1-5[3]
- Final Crisis: Rage of the Red Lanterns (one-shot)[4],[5]
- Final Crisis: Requiem (one-shot)[6]
- Final Crisis: Resist (one-shot)[7]
- Final Crisis: Revelations #1-5[8]
- Final Crisis: Rogues' Revenge #1-3[9]
- Final Crisis: Secret Files (one-shot)
- Final Crisis: Sketchbook (one-shot)
- Final Crisis: Submit (one-shot)
- Final Crisis: Superman Beyond #1-2
- Justice League of America (vol. 2) #21
- Superman/Batman #76

### Titres composant l'après Crisis
Après la mini-série Final Crisis les conséquences de la crise sont répertoriées dans les séries suivantes :
- Final Crisis Aftermath: Run! [10],[11],[12]
- Final Crisis Aftermath: Dance [13]
- Final Crisis Aftermath: Escape[14],[15]
- Final Crisis Aftermath: Ink [16]
- The Flash: Rebirth : Le retour de Barry Allen dans l'univers DC depuis Final Crisis.
- Battle for the Cowl le combat pour la succession de Batman.
- When Worlds Collide scénario dans la série Justice League of America
- The Red Circle arrivé des personnages de Red Circle Comics dans la Nouvelle Terre.
- Milestone Forever mini-série sur la fusion de l'univers Milestone et de l'univers DC depuis Final Crisis[17].
- Blackest Knight scénario dans la série Batman et Robin, Dick Grayson et Damian Wayne découvrent la vérité sur le squelette de Bruce Wayne.
- Batman: The Return of Bruce Wayne, Bruce Wayne qui remonte dans le temps à la suite de l'Omega Sanction[18].

## Publication
Après la sortie initiale des titres, les volumes ont été regroupés dans plusieurs formats :
- Final Crisis (contient : Final Crisis #1–7, Final Crisis Superman Beyond #1–2, et Final Crisis: Submit #1; 352 pages, hardcover, juin 2009,  (ISBN 1-4012-2281-1); paperback, juin 2010,  (ISBN 1-4012-2282-X))
- Final Crisis Companion (contient Final Crisis 1: Director's Cut, Final Crisis: Requiem #1, Final Crisis: Resist #1, et Final Crisis: Secret Files #1, 200 pages, paperback, juin 2009,  (ISBN 1-4012-2274-9))
- Final Crisis: Legion of Three Worlds (contient Final Crisis: Legion of 3 Worlds #1–5, 176 pages, hardcover, octobre 2009,  (ISBN 1-4012-2324-9); paperback, octobre 2010,  (ISBN 1-4012-2325-7))
- Final Crisis: Revelations (contient Final Crisis: Revelations #1–5, 168 pages, hardcover, août 2009,  (ISBN 1-84856-351-5); paperback, août 2010,  (ISBN 1-4012-2323-0))
- Final Crisis: Rogues' Revenge (contient Final Crisis: Rogues' Revenge #1–3  et The Flash vol. 2 #182 et #197, 144 pages, hardcover, juillet 2009,  (ISBN 1-4012-2333-8); paperback, juillet 2010,  (ISBN 1-4012-2334-6))
- Green Lantern: Rage of the Red Lanterns (contient Final Crisis: Rage of the Red Lanterns #1  et Green Lantern #26–28 et #36–38, 176 pages, hardcover, juillet 2009,  (ISBN 1-4012-2301-X); paperback, juillet 2010,  (ISBN 1-4012-2302-8))
- Final Crisis Aftermath: Dance (contient Final Crisis Aftermath: Dance #1–6, 144 pages, paperback, février 2010,  (ISBN 1-4012-2605-1))
- Final Crisis Aftermath: Escape (contient Final Crisis Aftermath: Escape #1–6, 144 pages, paperback, mars 2010,  (ISBN 1-4012-2608-6))
- Final Crisis Aftermath: Ink (contient Final Crisis Aftermath: Ink #1–6, 144 pages, paperback, mars 2010,  (ISBN 1-4012-2607-8))
- Final Crisis Aftermath: Run (contient Final Crisis Aftermath: Run #1–6, 144 pages, paperback, mars 2010,  (ISBN 1-4012-2606-X))